# 백영서
백영서(白永瑞, 1953년~)는 대한민국의 역사가이다.
연세대학교 명예교수이기도 한 그는 현대중국학회 회장 및 홍콩중국근대사학보 편집위원 등을 역임했으며, 2023년에 제7회 중국학공헌상을 수상했다.